# Народна ікона Середньої Наддніпрянщини 18-20 ст.

Книга Народна ікона Середньої Наддніпрянщини 18-20 ст. (у футлярі)

«Народна ікона Середньої Наддніпрянщини 18-20 ст. у контексті селянського культурного простору» — ілюстрований альбом-монографія, в якому досліджується феномен народної ікони, розповсюдженої на території Центральної України, а саме в Черкаській, Полтавській, Кіровоградській областях і на півдні Київщини. У 2010 році автори книги, художник М. Бабак і мистецтвознавець О. Найден, стали лауреатами Національної премії України імені Тараса Шевченка у галузі теорія та історія мистецтва.

## Вихідні дані
Народна ікона Середньої Наддніпрянщини 18-20 ст. у контексті селянського культурного простору (подарункове видання)

Автори: Микола Бабак, Олександр Найден

Видавництво: ЗАТ «Книга», Київ, 2009

Вид видання: монографія

Мова видання: українська

Резюме і список ілюстрацій російською та англійською

Футляр, суперобкладинка, тверда палітурка, більше 600 кольорових
ілюстрацій, 548 стор.

Формат: ~245х340х50 мм

ISBN 978-966-02-5256-1

Тираж: 1000 екз.

## Зміст
Народна ікона в макрокосмі традиційного інтер'єру сільської хати з його орнаментальними акцентами займає особливе місце. Умови перебування народної ікони в сільській (не дуже світлій) хаті, вірування селян з вкрапленням елементів обрядово-язичницьких уявлень визначив образну мову цієї ікони, характер її типажної виразності і принципи живописно-декоративної подання.
Особливу увагу в монографії приділено образам Ісуса Христа, Богородиці, а також святим Миколаю Угодникові, Варварі, Параскеві, Катерині, Юрію Змієборцю, Івану-воїну, Юстиніану, архістратигові Михаїлу, архангелові Гаврилу, сюжетам «Недремне око», «Благовіщення», «Коронування Богородиці», «Богоматір Печерська», «Богоматір Неопалима Купина», «Богоявлення», «Усікновення глави Іоанна Хрестителя», «Христос — Виноградна Лоза», «Воздвиження Чесного Хреста» тощо. Наведені у книзі чисельні фольклорні фрагменти підкреслюють особливий характер народної віри, у якій важливу роль відіграють рудименти фольклорно-язичницьких уявлень.
Українська народна ікона пов'язана водночас і з давньою (візантійською, давньоруською) культурою, і з культурою фольклорною, що стояла біля витоків етносу, дух і колорит якої разом із мовою визначає суть українського народу серед багатьох інших світових культур.

## Нагороди
Вихід монографії став справжньою подією у світі книговидавництва України і був відзначений декількома нагородами. Вона стала найкращою книгою Форуму видавців у Львові у 2009 році. На конкурсі «Мистецтво книги» видання отримало диплом імені Івана Федорова. Журі XI Всеукраїнського рейтингу «Книжка року 2009» визнало монографію найкращою і присудило їй перше місце в номінації «Візитівка», а також гран-прі як головному переможцю. 2010 року автори книги, художник М. Бабак і мистецтвознавець О. Найден, стали лауреатами Національної премії України імені Тараса Шевченка.